# 채지희
채지희( 8월 18일 ~)는 대한민국의 여자 성우이다. 2016년에 KBS 공채 41기 성우로 입사하였다. 한국방송 성우극회 소속.

## 주요 출연작품

### 라디오

#### KBS
해피타임 4시 (KBS 2라디오)
- 2017.09.05 ~ 2017.12.31 <채지희의 해피타임 4시> DJ

생생 라디오 매거진 (KBS 제1라디오)
- 2017.09.04 ~ 2017.09.22 <생생 라디오 매거진 채지희, 정의진입니다> 진행

소설극장 (KBS 3라디오)
- 2017.01.19 ~ 2017.03.12 기욤 뮈소 作 <내일> (에이프릴/에밀리)
- 2017.03.13 ~ 2017.05.19 기욤 뮈소 作 <구해줘> (안젤라)
- 2017.06.12 ~ 2017.09.01 노희경 <거짓말> - 한채연
- 2017.11.25 ~ 이재익 <에스코트 주식회사> - 연이

KBS 무대 (KBS 한민족방송)
- 2016.07.09 <바람이 분다> (여자2)
- 2016.07.16 <관계자 출입금지> (어린 지호)
- 2016.07.30 <해피 버스데이 투유> (상인)
- 2016.08.13 <알파준> (엄마1)
- 2016.09.17 <나비> (행인2)
- 2016.09.24 <유성우 떨어지는 밤> (회원2)
- 2016.10.01 <Yesterday> (아줌마)
- 2016.10.15 <이 구역의 미친 사랑> (시누)
- 2016.10.29 <아싸라비아, 천억만> (선배)
- 2016.11.12 <하숙생> (아줌마2)
- 2017.01.07 <천국의 주파수> (주민1)
- 2017.01.14 <연가> (돌이어멈)
- 2017.01.28 <꺼지지 않는 tv> (순남딸)
- 2017.02.18 <마스커레이드> (매니저)
- 2017.02.25 <탈퇴하시겠습니까?> (매장직원/효과음)
- 2017.03.11 <카페W> (수란 여선배)
- 2017.03.19 <은주가 변했다> (아줌마)
- 2017.03.25 <아름다운 동행> (할머니)
- 2017.04.22 <화성행 편도티켓> - 소라 엄마
- 2017.05.13 <달려라,아빠!> - 보라모 동료
- 2017.05.27 <Daddy and the City > - 여자
- 2017.06.03 <꽁초는 알고 있다> - 부녀 회장
- 2017.06.17 <은주가 다르게 변했다> - 강사
- 2017.06.24 <홍귀이야기> - 태사 엄마
- 2017.07.01 <비너스 전파사> - 주인 아줌마
- 2017.07.15 <살림의 명수> - DJ
- 2017.08.05 <세일즈의 여왕> - 여자 2
- 2017.08.26 <달빛웅덩이> - 아랫집 엄마
- 2017.09.02 <그렇게 아이가 자란다> - 집주인

라디오 문학관 (KBS 한민족방송)
- 2016.08.28 송시우 作 <좋은 친구> (성우(女))
- 2016.09.18 장강명 作 <대외활동의 신> (학생1)
- 2016.09.25 정지아 作 <목욕 가는 날> (고모)
- 2016.10.02 이영훈 作 <상자> (주모)
- 2016.10.16 최은미 作 <눈으로 만든 사람> (친정엄마)
- 2016.11.13 문경민 作 <곰씨의 동굴> (아이)
- 2017.01.15 김민주 作 <너의 목소리> (경혜)
- 2017.01.22 이기호 作 <최미진은 어디로> (막내)
- 2017.01.29 이서진 作 <아내의 정원수> (시민1/성우(女))
- 2017.02.05 권제훈 作 <박스> (면접관2)
- 2017.02.12 주수철 作 <그린피아 305동 1005동> (세입자 부인)
- 2017.02.26 조현주 作 <오늘만 같지 않기를> (아이)
- 2017.03.12 이지명 作 <금덩이 이야기> (아낙1)
- 2017.03.26 도명학 <잔혹한 선물> - 선전대 3
- 2017.04.02 김종광 <학생댁 유씨씨> - 조장미
- 2017.04.16 안지용 <결혼 자격 시험> - 최사랑
- 2017.04.23 홍명진 <마순희> - 퍼머머리
- 2017.05.07 윤이형 <대니> - 딸
- 2017.05.28 정길연 <우연한 생> - 해설
- 2017.06.04 윤승희 <스위치> - 점원 1
- 2017.06.25 서미애 <장미정원의 가족사진> - 재경
- 2017.07.02 황현진 <우산도 빌려주나요?> - 청소부
- 2017.07.09 장우석 <대결> - 연극교사
- 2017.07.16 김재성 <골유화> - 김간호사
- 2017.07.30 윤자영 <피 그리고 복수> - 어머니
- 2017.08.20 백수린 <여행의 끝> - 딸
- 2017.09.03 이건혁 <피코> - 아낙

라디오 극장 (KBS 한민족방송)
- 2016.07.01 ~ 2016.07.31 장용민 作 <궁극의 아이>
- 2016.08.01 ~ 2016.08.31 김종일 作 <몸 - 에피소드 1 : 눈>
- 2016.09.01 ~ 2016.09.30 이혜린 作 <열정같은 소리 하고있네>
- 2016.10.01 ~ 2016.10.31 김호연 作 <망원동 브라더스> (미진)
- 2017.02.01 ~ 2017.02.28 정규웅 作 <붉은 꽃, 나혜석> (허영숙)
- 2017.03.01 ~ 2017.03.31 정길연 作 <달리는 남자 걷는 여자>
- 2017.04.01 ~ 2017.04.30 조두진 作 <결혼면허> (위장이혼녀)
- 2017.05.01 ~ 2017.05.31 황현정 <달빛연인> - 점쟁이
- 2017.06.01 ~ 2017.06.30 구상희 <마녀식당> - 단역
- 2017.07.01 ~ 2017.07.31 박연선 <여름, 어디선가 시체가> - 슈퍼 할머니
- 2017.08.01 ~ 2017.08.31 심재천 <나의 토익 만점 수기> - 어머니/기자

다큐멘터리 역사를 찾아서 (KBS 라디오)
- 2016.08.07 <제615편 중종반정> (신씨)
- 2016.08.14 <제616편 중종의 왕비 신씨를 폐하다> (신씨)
- 2017.02.26 <제644편 경빈 박 씨와 「작서의 변」> (대비)

와이파이 초한지 (KBS 라디오)
- 2016.07.15 <50화> (여자2)
- 2016.08.05 <65화> (여자1)
- 2016.08.25 <79화> (여자2)
- 2016.09.07 <88화> (여기자3)
- 2016.10.12 <113화> (부장1)
- 2016.10.19 <118화> (소하母)
- 2016.10.21 <120화> (상인1)
- 2016.10.25 <122화> (부하)
- 2016.10.26 <123화> (군사)
- 2016.10.27 <124화> (군사)
- 2016.11.01 <127화> (여자2)
- 2016.11.21 <141화> (비서)
- 2017.02.07 <197화> (아내)
- 2017.04.03 <235화> (장군1)

## 같이 보기
- 한국방송 성우극회